# كأس آسيا 2019 المجموعة ج
المجموعة ج من كأس آسيا 2019 ستقام في الفترة من 7 إلى 16 يناير 2019. وتضم المجموعة كوريا الجنوبية والصين وقيرغيزستان والفلبين. الفريقان الأولان، ربما مع فريق المركز الثالث (إذا تم تصنيفه ضمن المراكز الأربعة الأولى)، سوف يتأهلون إلى دور الـ16.
كوريا الجنوبية هي البطلة السابقة الوحيدة في المجموعة، بعد فوزها بطبعات 1956 و1960. ستظهر الفلبين وقيرغيزستان في البطولة للمرة الأولى.

## الفرق
| مركز القرعة | فريق           | منطقة                     | طريقة التأهل                                                 | تاريخ التأهل  | الظهور في النهائيات | آخر ظهور           | أفضل أداء سابق      | تصنيف فيفا العالمي | تصنيف فيفا العالمي |
| مركز القرعة | فريق           | منطقة                     | طريقة التأهل                                                 | تاريخ التأهل  | الظهور في النهائيات | آخر ظهور           | أفضل أداء سابق      | أبريل 2018         | ديسمبر 2018        |
| ----------- | -------------- | ------------------------- | ------------------------------------------------------------ | ------------- | ------------------- | ------------------ | ------------------- | ------------------ | ------------------ |
| C1          | كوريا الجنوبية | اتحاد شرق آسيا لكرة القدم | متصدرة المجموعة ص من الدور الثاني                            | 13 يناير 2016 | الرابع عشر          | 2015 (الوصيف)      | الفائز (1956، 1960) | 61                 | 53                 |
| C2          | الصين          | اتحاد شرق آسيا لكرة القدم | المركز الثاني في المجموعة ج من الدور الثاني (رابع أفضل وصيف) | 29 مارس 2016  | الثاني عشر          | 2015 (ربع النهائي) | الوصيف (1984، 2004) | 73                 | 76                 |
| C3          | قرغيزستان      | اتحاد وسط آسيا لكرة القدم | المركز الثاني في المجموعة أ من الدور الثالث                  | 22 مارس 2018  | الأول               | —                  | البداية             | 75                 | 91                 |
| C4          | الفلبين        | اتحاد آسيان لكرة القدم    | المركز الثاني في المجموعة س من الدور الثالث                  | 27 مارس 2018  | الأول               | —                  | البداية             | 113                | 116                |

ملاحظات
1. ↑  تم استخدام ترتيب أبريل 2018 لترتيب السحب النهائي.

## الترتيب
| م | الفريق         | لعب | ف | ت | خ | أ.له | أ.ع | أ.ف | نقاط | التأهل                      |
| - | -------------- | --- | - | - | - | ---- | --- | --- | ---- | --------------------------- |
| 1 | كوريا الجنوبية | 3   | 3 | 0 | 0 | 4    | 0   | +4  | 9    | تقدم إلى مرحلة خروج المغلوب |
| 2 | الصين          | 3   | 2 | 0 | 1 | 5    | 3   | +2  | 6    | تقدم إلى مرحلة خروج المغلوب |
| 3 | قرغيزستان      | 3   | 1 | 0 | 2 | 4    | 4   | 0   | 3    | تقدم إلى مرحلة خروج المغلوب |
| 4 | الفلبين        | 3   | 0 | 0 | 3 | 1    | 7   | −6  | 0    |                             |

في دور الـ16:
- سيتقدم الفائز في المجموعة ج لمواجهة الفريق الثالث من المجموعة أ، المجموعة ب أو المجموعة س.
- سيتقدم الوصيف في المجموعة ج للعب ضد الفريق الثاني في المجموعة أ.
- قد يتأهل الفريق الثالث في المجموعة ج لمواجهة الفائزين في المجموعة أ أو المجموعة ب.

## المباريات
جميع الأوقات بتوقيت الخليج الرسمي (ت ع م+4).

### الصين ضد قيرغيزستان
| الصين                              | 2–1   | قرغيزستان       |
| ---------------------------------- | ----- | --------------- |
| - ماتياش 50' (ه.ذ.) - يو داباو 78' | تقرير | - إسرائيلوف 42' |

### كوريا الجنوبية ضد الفلبين
| كوريا الجنوبية     | 1–0   | الفلبين |
| ------------------ | ----- | ------- |
| - هوانغ أوي-جو 67' | تقرير |         |

### الفلبين ضد الصين
| الفلبين | 0–3   | الصين                           |
| ------- | ----- | ------------------------------- |
|         | تقرير | - وو لي 40'، 66' - يو داباو 81' |

### قيرغيزستان ضد كوريا الجنوبية
| قرغيزستان | 0–1   | كوريا الجنوبية    |
| --------- | ----- | ----------------- |
|           | تقرير | - كيم مين-جاي 41' |

### كوريا الجنوبية ضد الصين
| كوريا الجنوبية                               | 2–0   | الصين |
| -------------------------------------------- | ----- | ----- |
| - هوانغ أوي-جو 14' (ركلة.) - كيم مين-جاي 51' | تقرير |       |

### قيرغيزستان ضد الفلبين
| قرغيزستان            | 3–1   | الفلبين    |
| -------------------- | ----- | ---------- |
| - لوكس 24'، 51'، 77' | تقرير | - شروك 80' |

## وصلات خارجية
- الموقع الرسمي